# Torre AWA
La Torre AWA (en inglés AWA Tower) es un complejo de oficinas y comunicaciones catalogado como patrimonio en Sídney, en el estado de Nueva Gales del Sur, Australia, construido para Amalgamated Wireless Australasia Limited. La Torre AWA consiste en una torre de transmisión de radio sobre un edificio de 15 pisos. Está ubicado en el distrito comercial central de Sídney en 45-47 York Street, cerca de Wynyard Park y la estación de tren de Wynyard. Fue diseñado por Robertson, Marks and McCredie en asociación con DT Morrow and Gordon y construido entre 1937 y 1939 por William Hughes and Co. Pty Ltd. Se agregó al Registro del Patrimonio del Estado de Nueva Gales del Sur el 2 de abril de 1999.

## Historia

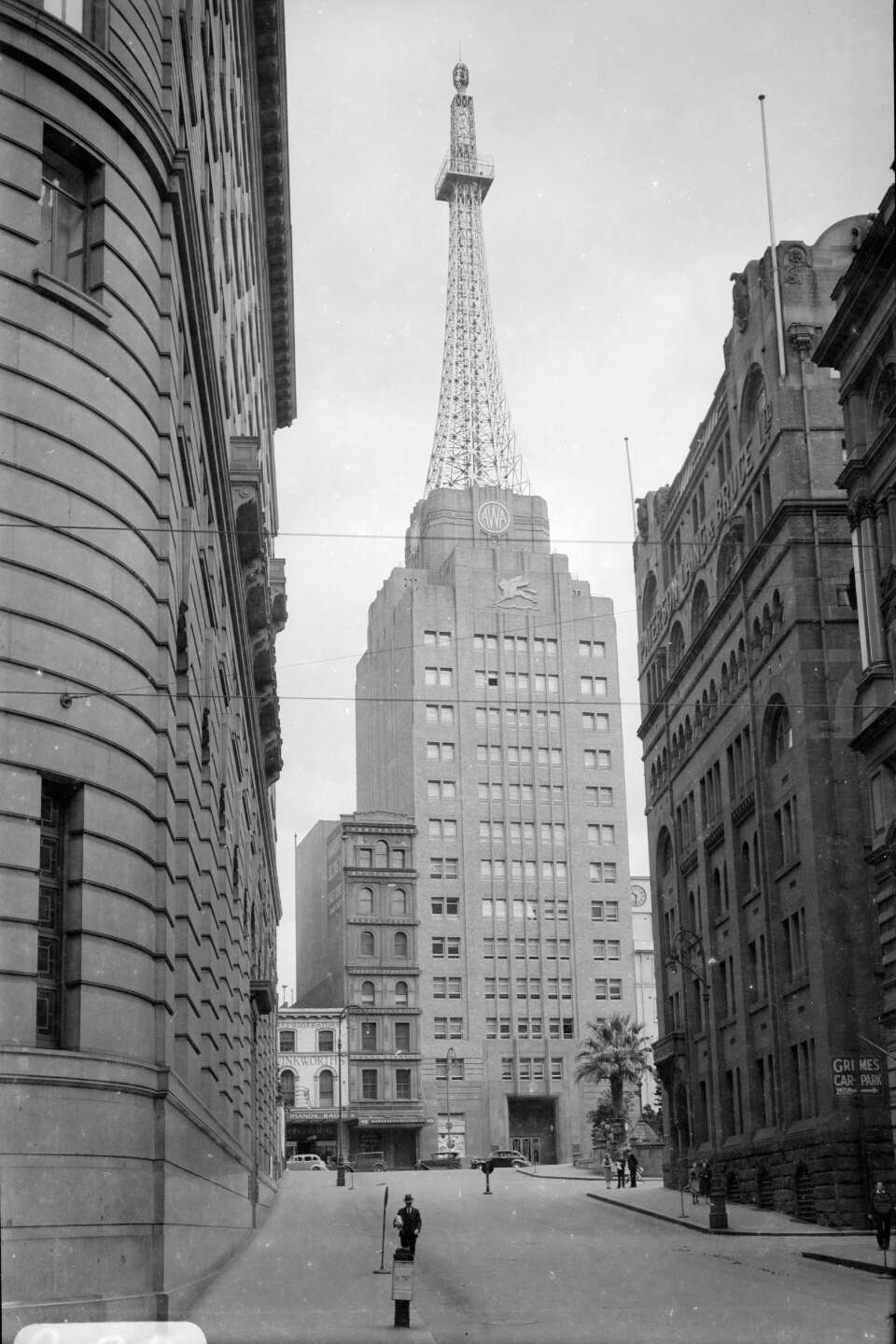
La torre AWA de Wynyard Street en 1939

La Torre AWA fue diseñada por los arquitectos Morrow y Gordon entre 1937 y 1939 y se convirtió en uno de los edificios comerciales más notables de Sídney. Trajo el diseño geométrico art déco y el modernismo al horizonte de la ciudad con revestimiento de traquita pulida a nivel del suelo con la intención de señalar una empresa progresista y vanguardista. El edificio de ladrillos con estructura de acero de 1939 fue diseñado por Robertson, Marks y McCredie. La torre se inspiró en la Torre Funkturm de Berlín, construida unos años antes, y ambas se inspiraron en la Torre Eiffel de París. La torre de comunicaciones era una parte integral de la estructura y siguió siendo la estructura más alta de Sídney (aparte del Puente de la bahía de Sídney ) hasta la década de 1960.  La torre tiene 46 m y el edificio, 55 m. 
El edificio está decorado con símbolos apropiados de comunicación, incluido un Pegaso alado, que se dice que fue elegido por Ernest Fisk, el pionero de la tecnología inalámbrica y director fundador de AWA. Durante muchos años, la torre llevó el letrero "Beam Wireless", un servicio que brinda contacto por radio a la navegación comercial en la ruta Inglaterra-Australia introducido en 1927.
Amalgamated Wireless Australasia Limited fue el primero en fabricar televisores en Australia, y en la década de 1960 se colocaron grandes logotipos de neón de AWA en el edificio para simbolizar este hecho. En años posteriores, la empresa se expandió a una amplia gama de productos electrónicos, incluidos los sistemas de juegos. En 2000, cuando la empresa cerró, el edificio se vendió a Jupiter's Casino Group. Está cubierto por una orden de conservación y sigue siendo conocido como el edificio AWA, aunque se han eliminado los grandes carteles rojos de AWA. La torre, que fue demolida y reconstruida en 1994, permanece iluminada por la noche, pero la plataforma de observación desapareció hace mucho tiempo.
La torre (con el logotipo de AWA) aparece en la película de ciencia ficción The Matrix ; cuando Neo y Trinity rescatan a Morpheus de los agentes, la Torre AWA se puede ver debajo mientras escapan en helicóptero.

## Descripción
El edificio consta de 12 plantas de oficinas, planta baja y sótano. El frente a lo largo de la calle York es de 18,3 m y tiene 21,3 m a lo largo de York Lane. El edificio está coronado por una torre de acero que le da una altura total de 111 m sobre el nivel de la calle. Tiene estructura de acero y está revestido de ladrillo con traquita pulida en la planta baja.
El edificio está modelado verticalmente para dar una apariencia de rascacielos. Un Pegaso está representado en una escultura en relieve sobre un parapeto de ladrillo liso en la parte superior del edificio. El caballo alado fue elegido por Ernest Fisk como una asociación adecuada con el trabajo de la gran empresa inalámbrica de Australia. El edificio conserva el sistema Fisk original de ventanas de doble acristalamiento. La torre de comunicaciones se diseñó como parte integral del edificio y sus soportes forman parte de la estructura del edificio. 
El vestíbulo de entrada y el vestíbulo del ascensor de York Street están revestidos con mármol Wombeyan Russet con detalles aerodinámicos art déco simples y la letra AWA sobre la entrada. El interior del antiguo Vestíbulo (planta baja principal) conserva su revestimiento de madera de fresno plateado. Sobre el artesonado hay una serie de relieves simbólicos en yeso ejecutados por Otto Steen. Tres relieves constituyen tres "temas". En cada esquina hay figuras que representan los cuatro elementos antiguos: tierra, agua, fuego y aire. Sobre la entrada que rodea un símbolo AWA están los signos del zodíaco. Una serie de pequeños relieves a lo largo de los muros norte y sur representan varias naciones, simbolizando la unificación del mundo a través de la radio. El interior del antiguo vestíbulo de entrada conserva un mapa del mundo grabado en la pared de traquita pulida sobre las puertas del auditorio. 
Otros interiores significativos incluyen la sala de juntas del quinto piso, las oficinas auxiliares y el baño ejecutivo 

### Construcción entre 1938 y 1939

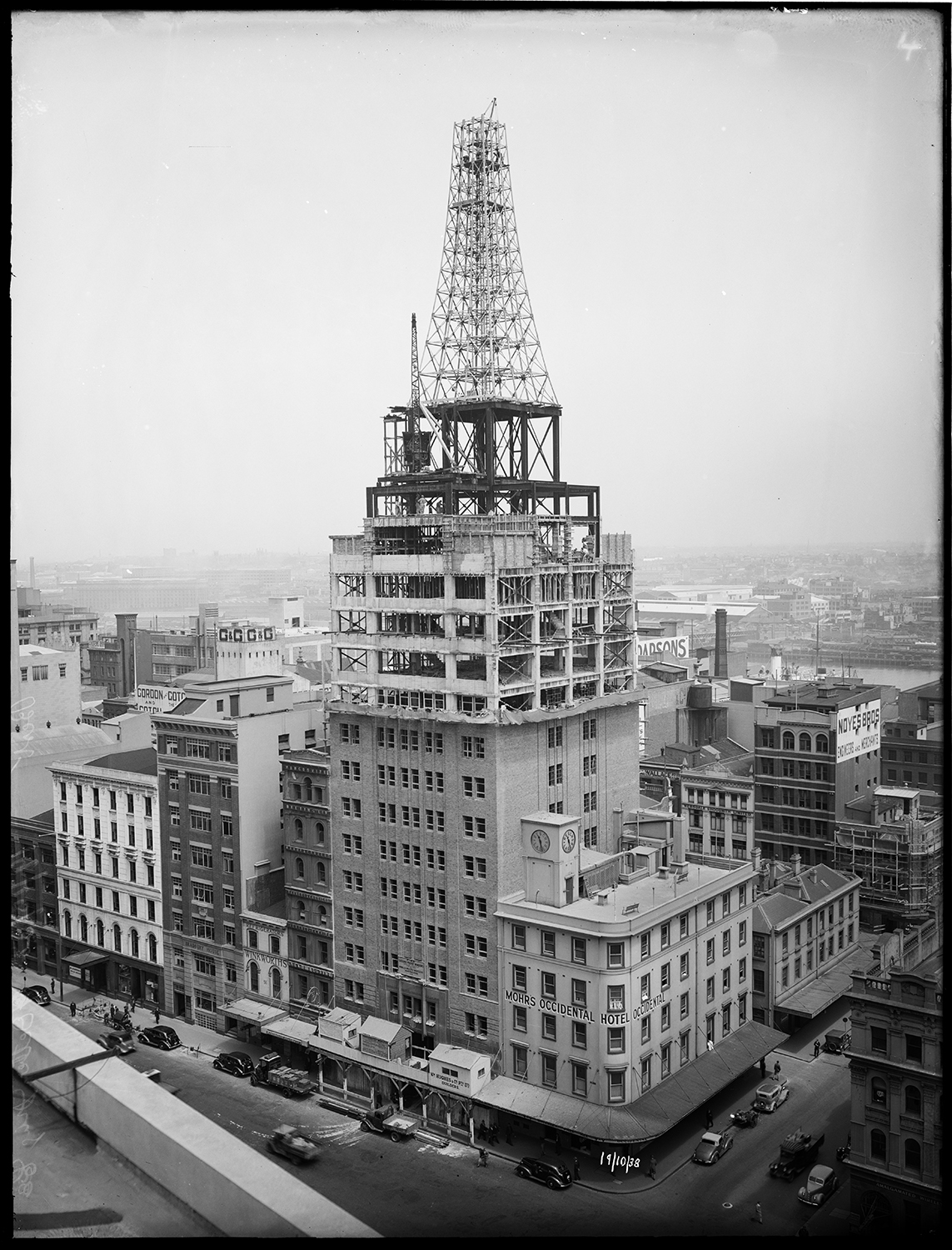
En octubre de 1938
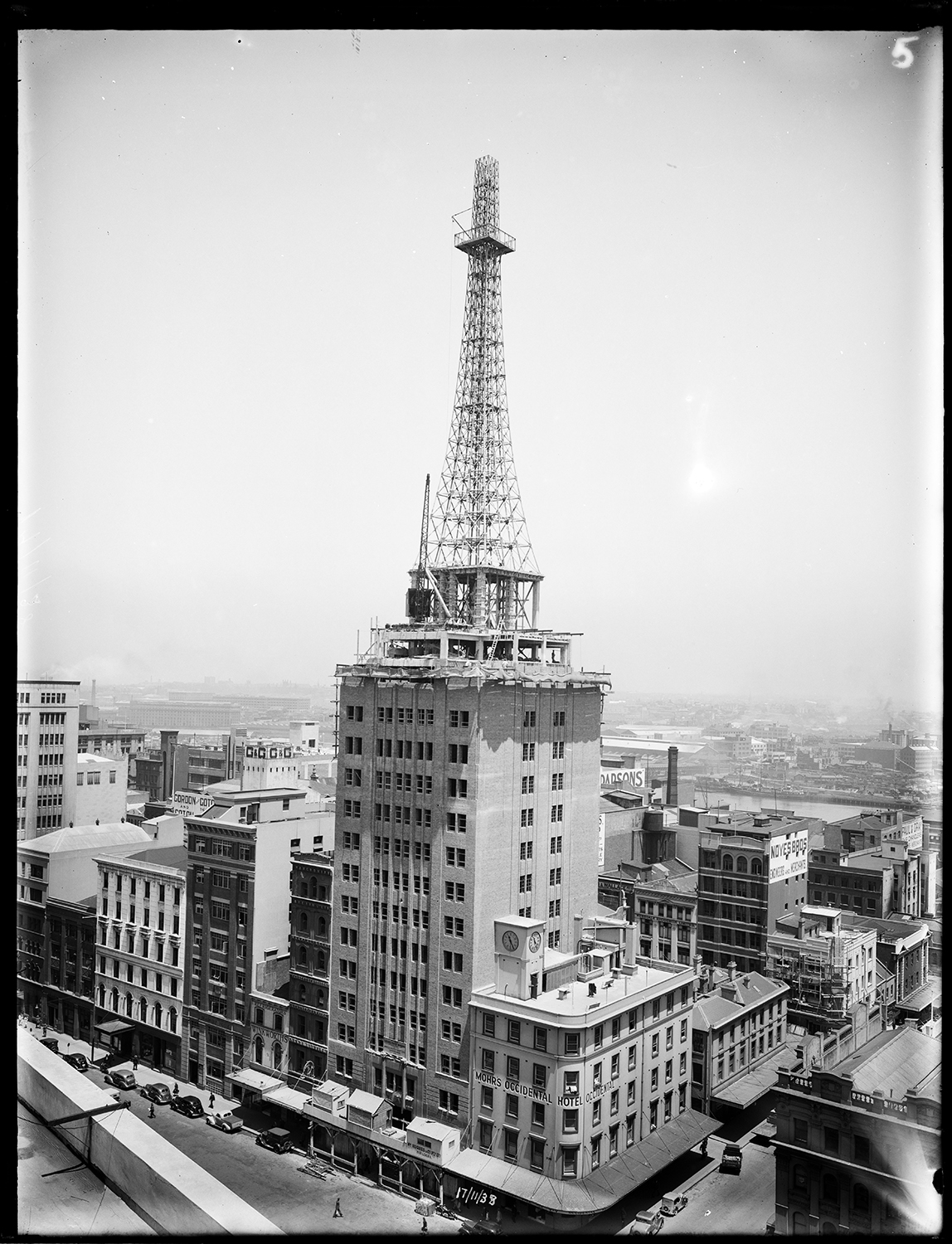
En noviembre de 1938
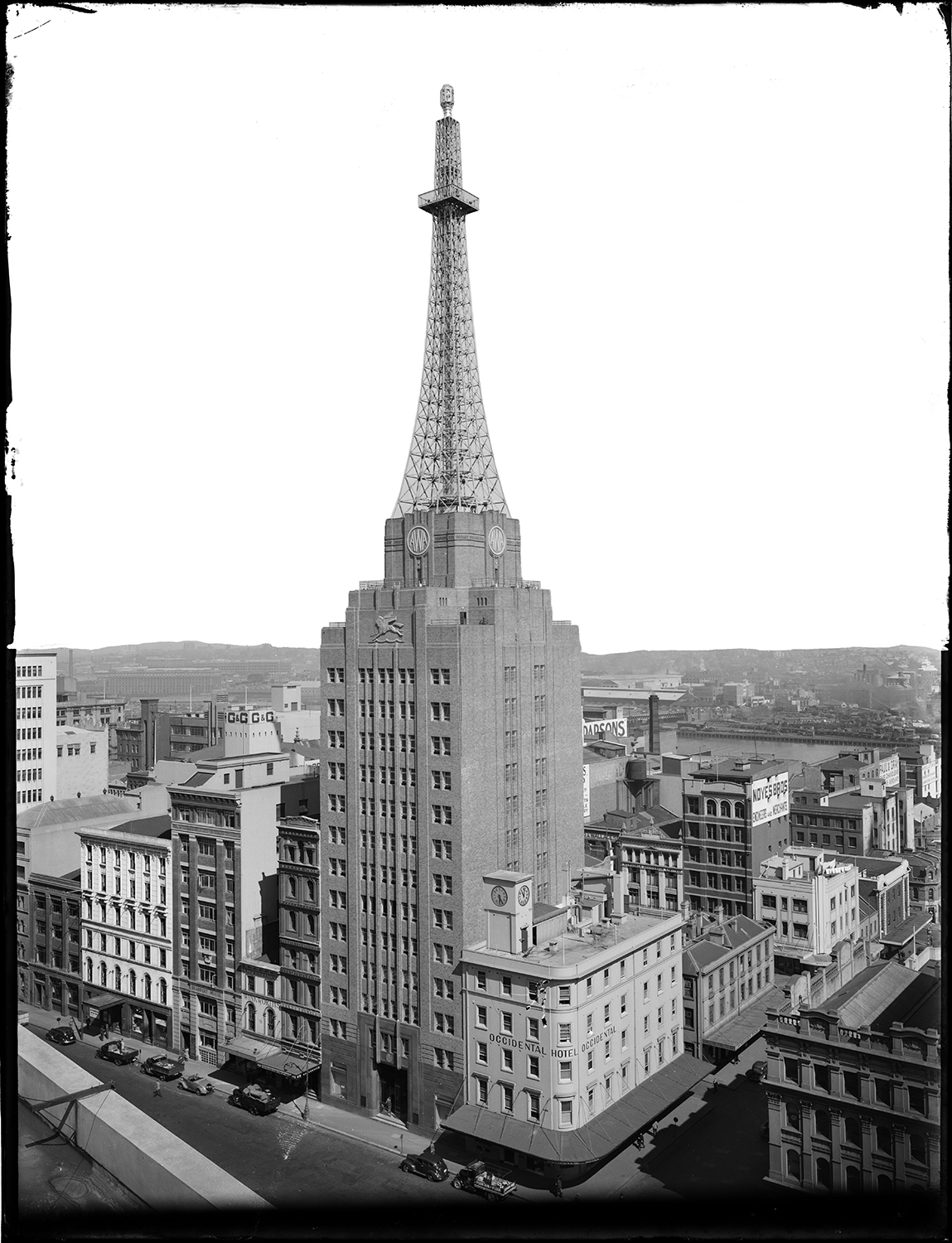
En febrero de 1939